# 葉駿 (清朝)
葉駿（？—？），清朝官員。

## 生平
葉駿於1865年（同治4年）接替張國楷，任臺灣府淡水廳艋舺縣丞一職，是大臺北地區的地方父母官。